# Mande (Mpunda)
Mande is een bestuurslaag in het regentschap Bima van de provincie West-Nusa Tenggara, Indonesië. Mande telt 4265 inwoners (volkstelling 2010).